# Михайлевицька сільська рада (Самбірський район)
Михайлевицька сільська рада — орган місцевого самоврядування у Самбірському районі Львівської області. Адміністративний центр — село Михайлевичі.

## Загальні відомості
Михайлевицька сільська рада утворена 27 січня 1940 року. Територією ради протікає річка Вишенька.

## Населені пункти
Сільській раді підпорядковані населені пункти:
- с. Михайлевичі
- с. Вістовичі
- с. Шептичі

## Склад ради
Рада складається з 16 депутатів та голови.

### Керівний склад попередніх скликань
| ПІБ                     | Основні відомості                                                               | Дата обрання | Дата звільнення |
| ----------------------- | ------------------------------------------------------------------------------- | ------------ | --------------- |
| Рурка Ігор Михайлович   | Сільський голова, 1971 року народження, член Конгресу Українських Націоналістів | 26.03.2006   | 31.10.2010      |
| Андрушко Зорян Іванович | Сільський голова, 1978 року народження, освіта середня спеціальна, безпартійний | 31.10.2010   |                 |

Примітка: таблиця складена за даними джерела